# 서신동
서신동(西新洞)은 전북특별자치도 전주시 완산구의 법정동이자 행정동이다.

## 개요
서신동은 전주시의 한 가운데, 전주천과 삼천 사이에 위치하고 있다. 백제대로, 서부우회도로, 삼천천변로, 진북로 등이 지나는 사통팔달의 교통 요충지이고, 아파트 등 공동주택이 대다수를 차지하고 있는 신흥 주거지역으로 전주시 전체에서 세번째로 인구가 많은 행정동이다.
서신동은 효자동, 중화산동과 함께 전주 서부권의 신시가지를 이루고, 대형할인점 및 백화점 등이 들어선 유통의 중심지역이다. 국민연금관리공단, 국민건강보험공단, 교원공제회관 등 정부 투자기관과 한전 정보통신빌딩, 한국통신공중전화(주) 등의 전북지사가 입주하고 있다.

## 연혁
고삿들 가운데에 있어 '고사평' 또는 새터 서쪽에 생긴 마을이라는 뜻에서 '서신동'이라 불리게 되었다. 과거에는 감나무골, 바구벌, 전룡리, 고사평, 재뜸마을과 구석뜸, 장고개, 새터 등의 작은 마을로 이루어져 있었지만, 현재는 모두 도심이 되었다. 일부 지역은 지금도 도로명 주소 등에 옛마을 이름으로도 불리고 있다.
- 조선시대 : 전주부 이동면 서신리
- 1914년 4월 1일 : 전주군(→ 1935년 완주군) 이동면 서신리
- 1940년 11월 1일 : 이동면 서신리가 전주부에 편입. 전주부 서신정[2]
- 1946년 7월 10일 : 전주부 서신동
- 1949년 8월 15일 : 전주시[3] 서신동

## 법정동
- 서신동

## 상업

### 백화점
- 롯데백화점 전주점

### 대형마트
- 이마트 전주점

### 영화관
- 롯데시네마 전주

## 교육
- 전주서신초등학교
- 전주서일초등학교
- 전주서문초등학교
- 전주서천초등학교
- 전주서일초등학교
- 전주서중학교
- 전주서신중학교
- 전주한일고등학교

## 아파트
| 단지명                       | 건설사                      | 시행사                            | 주소                                       | 입주        | 비고               |
| ---------------------------- | --------------------------- | --------------------------------- | ------------------------------------------ | ----------- | ------------------ |
| 대우대창                     | 대창기업㈜                  | ㈜대우 건설부문 대창기업㈜        | 완산구 새터로 100                          | 1999년 10월 |                    |
| 광진선수촌                   | ㈜광진주택                  | ㈜광진주택                        | 완산구 서신로 102                          | 1998년 1월  |                    |
| 광진산업 장미 2차            | (유)광진산업개발            | (유)광진산업개발                  | 완산구 새터로 60                           | 2001년 11월 |                    |
| 서신LG                       | ㈜엘지건설                  | ㈜엘지건설                        | 완산구 여울로 109                          | 1998년 6월  |                    |
| 서신중흥                     | (합)중흥주택                | (합)중흥주택                      | 완산구 새터로 74                           | 1998년 8월  |                    |
| 서신동아·한일                | 동아건설산업 한일건설㈜     | 동아건설산업 한일건설㈜           | 완산구 새터로 95                           | 1999년 7월  |                    |
| 서신동아 2차                 | 동아건설산업                | 동아건설산업                      | 완산구 새터로 63                           | 1998년 12월 |                    |
| 서신신일                     | ㈜신일                      | ㈜신일                            | 완산구 온고을로 119                        | 1995년 8월  |                    |
| 서신쌍용                     | (유)쌍용주택건설            | (유)쌍용주택건설                  | 완산구 당산로 11                           | 1996년 4월  |                    |
| 서신동아·현대                | 동아건설산업 고려산업개발㈜ | 동아건설산업 고려산업개발㈜       | 완산구 서신로 90현대 완산구 서신로 101동아 | 1996년 8월  |                    |
| 서신제일·비사벌              | 제일건설㈜ 비사벌           | 제일건설㈜ 비사벌                 | 완산구 당산로 43                           | 1995년 11월 |                    |
| 서신 아이파크·e편한세상      | 현대산업개발 ㈜디엘이앤씨   | 바구멀1구역주택재개발정비사업조합 | 완산구 전주천서로 445                      | 2020년 12월 | 바구멀1구역 재개발 |
| 미드웰 (舊 남양대명서신타운) | 남양건설(유) 대명건설(유)   | 남양건설(유) 대명건설(유)         | 완산구 당산로 55                           | 1995년 11월 |                    |
| 서신성원                     | 성원건설                    | 성원건설                          |                                            | 1995년 12월 |                    |